# Symetra
Die Symetra Financial Corporation ist ein Versicherungsunternehmen und Finanzdienstleister mit Sitz in Bellevue, Washington in den Vereinigten Staaten. Das Unternehmen mit mehr als 1,6 Millionen Kunden erwirtschaftete 2011 einen Umsatz von rund zwei Milliarden US-Dollar und beschäftigte mehr als 1.100 Mitarbeiter.

## Geschichte
Die Anfänge von Symetra gehen zurück bis ins Jahr 1957, als die Unternehmen, die später die heutige Symetra Financial Corporation bilden, gegründet wurden. Sie waren Tochtergesellschaften eines Fortune 500-Versicherungsunternehmen aus Seattle.
2004 wurde die Symetra Financial Corporation als unabhängiges Unternehmen, das durch eine Investorengruppe um die White Mountains Insurance Group, Ltd. und Berkshire Hathaway Inc. gekauft wurde, gebildet.
Seit 2010 wurden die Aktien des Unternehmens an der New York Stock Exchange gehandelt. Heute ist Symetra eine Tochter der Sumitomo Life Insurance. 